# Budišovka
Budišovka je levostranný přítok řeky Odry v okrese Opava v Moravskoslezském kraji a v okrese Olomouc v Olomouckém kraji. Délka toku činí 18,1 km. Plocha povodí měří 62,5 km².

## Průběh toku
Budišovka pramení na severozápadním úbočí Červené hory (749 m), jihozápadně od Guntramovic, v nadmořské výšce 674 m. Nejprve potok směřuje severovýchodním směrem, protéká výše zmíněnou vsí, pod níž se obrací na východ k Budišovu nad Budišovkou. Od Budišova dále teče jihovýchodním směrem až ke svému ústí do řeky Odry v nadmořské výšce 373 m. Na dolním toku tvoří údolí Budišovky a část toku Budišovky (u soutoku s Odrou) hranici severovýchodního cípu vojenského újezdu Libavá.

### Větší přítoky
- Horní Budišovka – pravostranný přítok vlévající se do Budišovky mezi Guntramovicemi a Budišovem nad Budišovkou.
- Rychtářský potok (hčp 2-01-01-0260) – pravostranný přítok s plochou povodí 6,3 km².[2]

## Vodní režim
Průměrný průtok Budišovky u ústí činí 0,55 m³/s.